# Пясъчни змиорки
Пясъчните змиорки (Ammodytes) са род актиноптери от семейство Пясъчници (Ammodytidae).
Таксонът е описан за пръв път от Карл Линей през 1758 година.

## Видове
- Ammodytes americanus
- Ammodytes dubius
- Ammodytes heian
- Ammodytes hexapterus
- Ammodytes japonicus
- Ammodytes marinus
- Ammodytes personatus
- Ammodytes tobianus – Балтийска малопрешленеста пясъчна змиорка